# 印尼炒麵
印尼炒麵。麵食出自印裔回教徒，又稱嘛嘛（mamak）。

## 作法
印尼炒麵的調味料，有蕃茄醬和辣椒醬兩種。常見的炒麵材料有馬鈴薯、炸豆乾、豆芽、雞蛋等，多樣蔬菜。其實，材料可以自行變化，如雞肉，蝦仁、魚板、魷魚等。或者酸柑汁，檸檬汁或白醋。

## 相关
- 笨蛋面
- 馬來炒麪

1. ↑  Forshee, Jill. . Greenwood Publishing Group. 2006. ISBN 978-0-313-33339-2 （英语）.